# 萨莉·皮尔斯
萨莉·皮尔斯（英語：Sally Peers，1991年6月1日—），澳大利亚女子网球运动员，2008年成为职业球手。她曾代表澳大利亚参加2010年英联邦运动会网球比赛，获得女子双打金牌和女子单打铜牌。